# 多田頼貞
多田 頼貞（ただ よりさだ）は、鎌倉時代末期から南北朝時代にかけての武将。摂津源氏の流れを汲む多田氏の一族とされるが明確な系譜は不明。倉垣資氏の子。官位は皇太后宮権大進。法号は道讃。文献で見る限り義理人情に厚く、人使いの上手い人物であることが窺える。

## 略歴
源頼光9代の嫡孫であり、後醍醐天皇に仕える。元弘元年（1331年）の後醍醐天皇笠置山挙兵の折には二階堂貞藤と戦い、これを退ける活躍を見せるも天皇の本隊が奇襲により総崩れとなると、やむなく軍勢を撤退した。鎌倉幕府滅亡後の建武の新政の折、勤士の功により摂津国能勢郷目代となるが、足利尊氏が天皇に反旗を翻すと各地を転戦。延元3年/暦応元年（1338年）には山城八幡（京都府八幡市）で北畠顕信と共に石清水八幡宮に布陣し高師直の大軍を迎え撃ち撃退したものの兵糧が尽き、また脇屋義助率いる越前国からの援軍到着の見込みが立たない為に6月27日夜半に密かに八幡山を退き河内国に撤退する。興国元年/暦応3年（1340年）には後村上天皇の命により脇屋義助を補佐し、共に伊予国へ出兵して細川氏に戦いを挑んだ。緒戦は優勢に進めたものの兵力差が大きすぎるため敗北し、備前国に逃れた。
備前では浜野（岡山市南区浜野）や網浜（岡山市中区網浜）付近を拠点とし、近隣の豪族を味方に付けて勢力を盛り返しつつあったところ、興国4年/康永2年（1343年）に赤松則村の軍勢が来襲し備前国網浜で1度は撃退した（網浜の戦い）が2度目の来襲時に裏切者がでて敗退し進退窮まり、かねてより孤忠ぶりに感心していた足利尊氏より降伏を勧められるものの受け入れずに使者を尊氏の許へ派遣して厚意に感謝すると同時に摂津にいる嫡男・太郎判官頼仲に「多田家は累世未だ武家に仕えたる先例が無い、もし将軍に仕えるなら氏を能勢に改めて仕えよ」と遺言し8月12日に自害した。
後にそのことを聞いた尊氏は頼貞の勤王心に感涙し、太郎判官頼仲に能勢の所領を安堵すると共に備前17郷を与えたという。
江戸時代には尊崇の対象とされて池田継政により毎年命日の8月12日に岡山藩が大法要をするようになり、さらに明治時代から昭和中期までは岡山市が執り行っていたが、津地鎮祭訴訟の影響で現在は松寿寺と子孫並びに地元の有志により”入道さま法要”という名称で継続している。